# Cross You Out
Cross You Out —  песня британской певицы Charli XCX с участием американской певицы Скай Феррейра, выпущенная 16 августа 2019 года в качестве первого промосингла с третьего альбома Charli XCX Charli, спродюсированного A. G. Cook и Lotus IV.

## Предыстория
Чарли XCX заявила, что песня «о том, как я оставляю позади некоторых довольно травмирующих людей из моего прошлого». NME считает, что трек — это «баллада о том, как я наконец разрываю отношения с кем-то и не чувствую себя плохо из-за этого»

## Чарты
| Чарты (2019)                   | Пик позиция |
| ------------------------------ | ----------- |
| New Zealand Hot Singles (RMNZ) | 36          |